# The Latchkey
The Latchkey er en amerikansk stumfilm fra 1910.